# Ben Sékou Sylla
Pour les articles homonymes, voir Sylla.
Ben Sékou Sylla né en 1953 en Guinée, est une personnalité politique guinéen, un ingénieur agricole, formateur et ancien président de la Commission électorale nationale indépendante (CENI) lors de la transition en 2010 sous le régime de Sékouba Konaté.
Décédé le 14 septembre 2010 à l'hôpital Saint-Louis à Paris et inhumé au cimetière de Cameroun à Conakry le dimanche 19 septembre 2010.

## Parcours professionnel
Décembre 2008 à sa mort en 2010, il est le président de la commission électorale nationale indépendante (CENI).
De janvier 1991 à novembre 2008, il travaille au centre africain de formation pour le développement (CENAFOD).
De septembre 1979 à décembre 1990, il travaille à l'Institut africain pour le développement économique et social (INADES-Formation) à Abidjan (Côte d’Ivoire) et à Maroua (Cameroun).
Membre fondateur de l’espace « Accompagnement de la créativité sociale » ACRESO qui regroupe des ONG Africaines ayant en commun la problématique de la formation pour le développement (INADES-Formation, ENDA/GRAF, FRAO, CFAF, CENAFOD).

### Société civile
Président du forum des ONG pour le développement durable en Guinée et du Conseil national des organisations de la société civile guinéenne.